# Liste der Monuments historiques in Jagny-sous-Bois
Die Liste der Monuments historiques in Jagny-sous-Bois führt die Monuments historiques in der französischen Gemeinde Jagny-sous-Bois auf.

## Liste der Bauwerke
| Bezeichnung     | Beschreibung              | Standort | Kennzeichnung | Schutzstatus | Datum | Bild           |
| --------------- | ------------------------- | -------- | ------------- | ------------ | ----- | -------------- |
| Kirche St-Léger | Erbaut im 13. Jahrhundert | (Lage)   | PA00080097    | Classé       | 1980  | weitere Bilder |

## Liste der Objekte

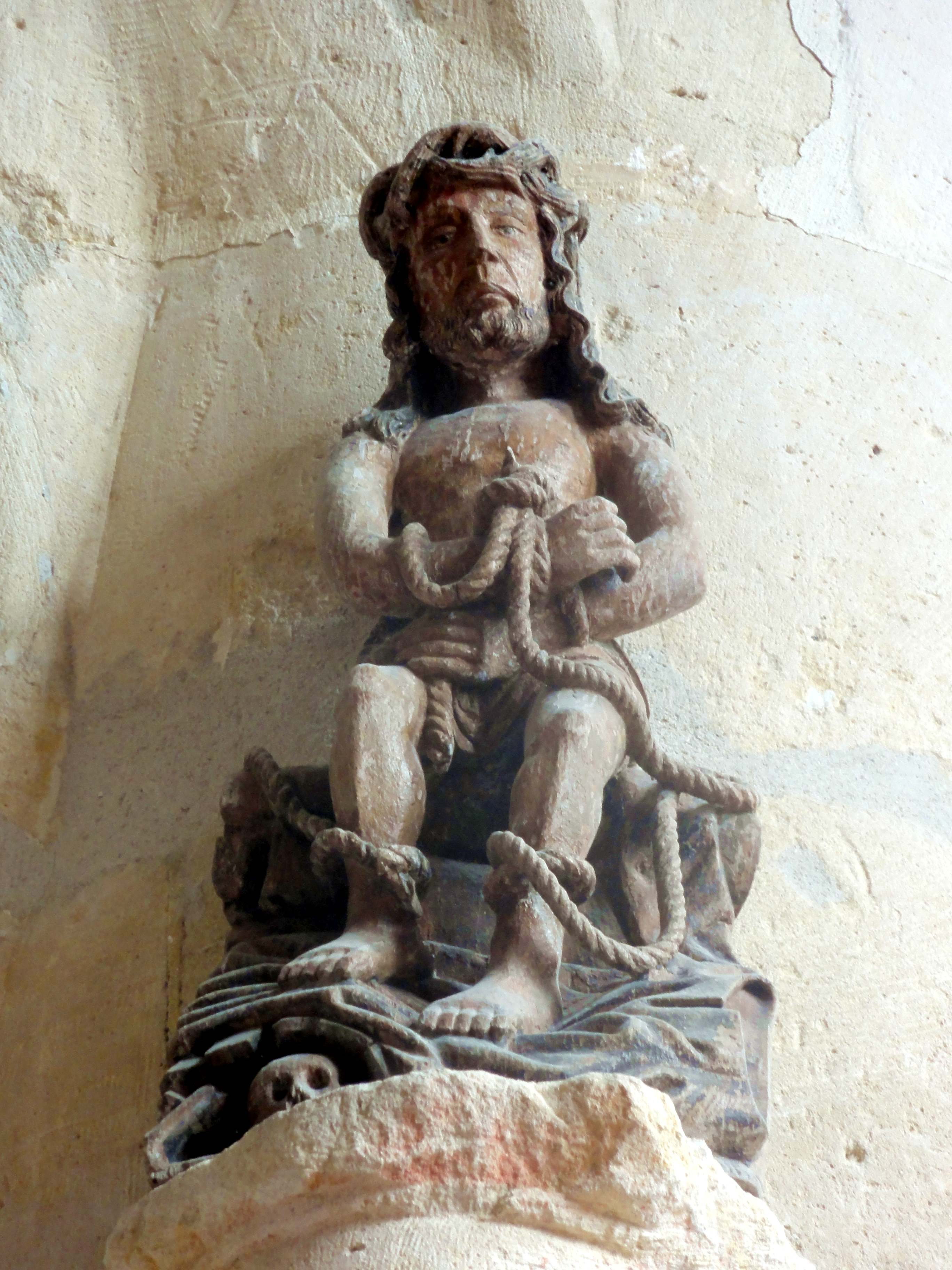
Skulptur Schmerzensmann (16. Jahrhundert) in der Kirche St-Léger

- Monuments historiques (Objekte) in Jagny-sous-Bois in der Base Palissy des französischen Kultusministeriums